# حصى لعابية
التحصي اللعابي أو الحصى اللعابية (بالإنجليزية: Sialolithiasis)‏ هي حصوة تتكون بسبب التكلسات التي تتكون في القنوات التي تقل اللعاب أو التي تنتقل إليها.
فالغدد اللعابية تتكون من ملايين الخلايا التي تقوم بإفراز اللعاب لقنيات وبدورها تفتح للقنوات التي تجتمع لتكوين قناة مفردة وهذه القناة بدورها تفتح في التجويف الفموي وحصوات الغدد اللعابية من الممكن أن تتكون داخل القناة اللعابية حيث تقوم بإغلاق مسار اللعاب وتقليل إفرازه أو داخل الغدة حيث تسبب تضخم الغدة اللعابية وغالباً ما تتكون الحصوة في قناة الغدة اللعابية تحت الفك السفلي (submandibular salivary gland) وذلك بسبب مسارها المتعرج.
وتحدث بشكل أقل شيوعاً في الغدة النكافية ونادراً ما تحدث في الغدة تحت اللسان.

## التصنيف

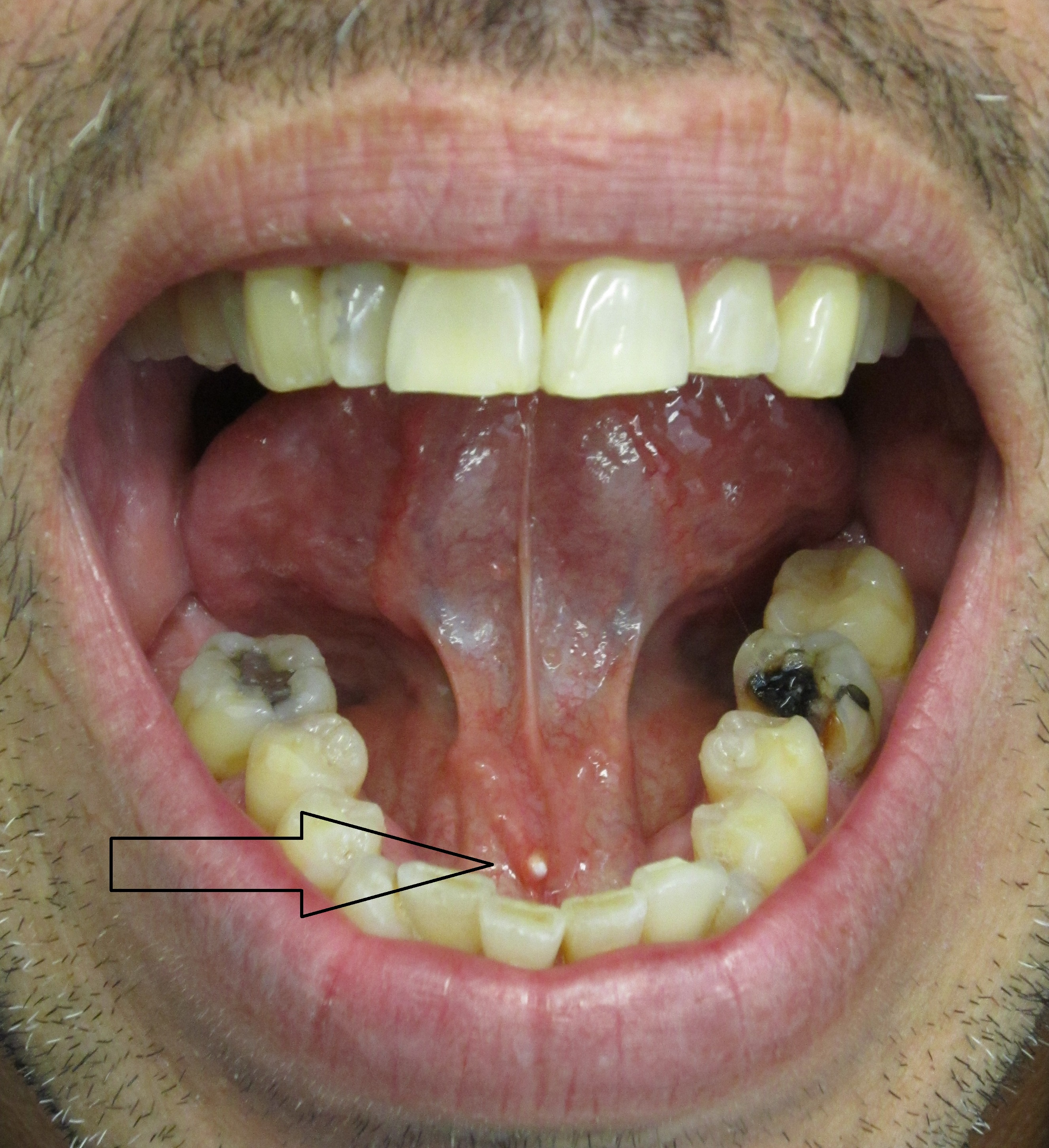
الحصى في غدة تحت الفك على يمين الشخص

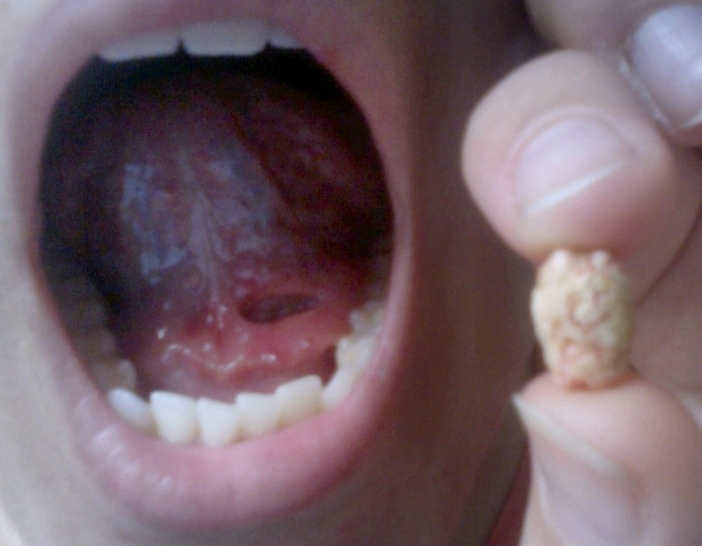
الحصى اللعابية، والحفرة التي تركتها بعد إزالتها

مصطلح (Sialolithiasis) مشتق من الكلمة اليونانية Sialon)) "لعاب" و (lithos) "حصى، والمقطع iasis)) اللاتيني يعني عملية أو حالة مرضيّة.
الحصوة هي عبارة عن قطع صلبة متحجرة تتكون داخل عضو أو قناة في الجسم، تتكون عادة من أملاح معدنية وأنواع أخرى من الحصى بما في ذلك (حصى اللوزات) والحصى الكلويّة. التحصي اللعابي يرمز إلى تكون الحصى داخل غدة لعابية، إذا تكونت الحصى داخل القناة التي تصرف اللعاب إلى الفم؛ عندها يحبس اللعاب في الغدّة وذلك قد يسبب ورماً والتهاباً مؤلمين في الغدة.
الالتهاب المصحوب بانسداد القناة يسمى التهاب الغدة اللعابية الانسدادي، يزداد الألم والانتفاخ بشكل ملحوظ عند التفكير في الطعام أو رؤيته أو شمه، ويقلّان تدريجياً بعد تناول الطعام. هذا يسمى بـ «متلازمة وقت الطعام»، على كل حال فإن الحصى ليست السبب الوحيد الذي قد يؤدّي لانسداد القناة اللعابية والإصابة بمتلازمة وقت الطعام.
قد يحدث مرض «الغدة اللعابية المسدودة» بسبب المقابس الليفية الموسنية، تضيق القناة اللعابية، الأجسام الغريبة، الاختلافات التشريحية، أو تشوه نظام القناة الذي يؤدي لانسداد ميكانيكي مصحوب بركود اللعاب في القناة.
يمكن تقسيم الحصى اللعابية بالاعتماد على الغدة التي تتكون داخلها، حوالي 85% من الحصى تتكون في الغدة تحت الفك،  5-10% في الغدة النكافية،  وفي حوالي 0-5% من الحالات يمكن أن تتأثر الغدة تحت اللسان أو الغدد اللعابية الصغيرة. عندما تصاب الغدد الصغيرة بالحصى تتكون أكثر الحصى في الغشاء المخاطي الشدقي والغشاء المخاطي الشفوي العلوي.
تقسم الحصى المتكونة في الغدة تحت الفك السفلي إلى حصى أمامية وخلفية تبعاً لخط وهمي مرسوم ما بين الرّحى السفلية الأولى، قد تكون الحصى غير شفافة؛ أي أنها تظهر في صور الأشعة، وقد تكون شفافة لا تظهر في صور الأشعة (بالرغم من أن بعض تأثيراتها على الغدة تظل مرئيةً)، الحصى قد تكون لها أعراض أو لا تكون، يعتمد على ما إذا كانت تسبب أعراض مرضية أو لا.

## الأسباب
يعتقد بأن هناك سلسلة من المراحل التي تؤدي لتكون الحصى، بدايةً: عوامل متعددة مثل اضطرابات في أيض الكالسيوم،  الجفاف،  تدنّي معدل الانسياب اللعابي،  الحموضة المتغيرة للعاب بسبب التهابات في الفم والبلعوم،  والذائبية المتغيرة للبلورانيات،  كل ذلك يؤدي إلى ترسيب الأملاح المعدنية مما يكوّن حصى، هناك مصادر أخرى تبين أنه لا علاقة للشذوذات في أيض الكالسيوم أو الفوسفات بتكون الحصى.
تتضمن المرحلة اللاحقة تكون عُشيش والذي يغطى تدريجياً بمواد عضوية وغير عضوية ليكون بالنهاية كتلة متكلسة،  في حوالي 15-20% من الحالات تكون الحصى شفافة،  لذا يصعب اكتشافها.
هناك مصادر أخرى تقترح نظرية عكسية لتكون الحصى اللعابية، حيث تدخل بقايا الطعام والبكتيريا والأجسام الغريبة إلى قناة الغدة اللعابية وتحاصر هناك بسبب مشاكل في العضلة العاصرة عن مدخل القناة (الحُليمة)، وذلك في 90% من الحالات، بعض أجزاء من البكتيريا في الحصى اللعابية هي من العقديات؛ والتي هي جزء من المجهريات الفموية الطبيعية الموجودة في بروش الأسنان.
تكون الحصى أكثر شيوعاً في غدة تحت الفك ولذلك لعدة أسباب منها: تركيز الكالسيوم في اللعاب المتكون في هذه الغدة نتيجة ضعف تركيزه في لعاب الغدة النكافية،  لعاب غدة تحت الفك قاعدي ومخاطي نسبياً، قناة (وارطون) طويلة مما يعني أن اللعاب يقطع فيها مسافة أطول قبل أن يفرز في الفم،  وهذه القناة تملك التواءين؛ الأول عند الحافة الخلفية للعضلة الضرسية اللامية؛ والثاني بالقرب من مدخل القناة،  انسياب اللعاب من غدة تحت الفك يكون عادةً عكس الجاذبية بسبب اختلافات في موقع مدخل القناة، المدخل أصغر من مدخل قناة الغدة النكافية،  كل هذه العوامل تساهم في تباطؤ وركود اللعاب في قناة الغدة تحت الفك؛ مما يزيد من احتمالية التكلّس والانسداد هناك.
أحياناً ترتبط الحصى اللعابية بأمراض لعابية أخرى؛ مثلاً تتكون الحصى في ثلثي الحالات بسبب التهاب الغدة اللعابية المزمن،  بالرغم من أن التهاب الغدة اللعابية الانسدادي يكون نتيجة للتحصي اللعابي.
قد يسبب النقرص حصى لعابية،  بالرغم من أنها في هذه الحالات تكون المشكلة من بلورات حمض اليوريك عوضاً عن المكونات المعتادة للحصى اللعابية.

## الأعراض

### الأعراض المرافقة لوجود الحصوة في القناة
وجود الحصوة تؤدي إلى عدم إمكانية إفراز اللعاب إلى التجويف الفموي مما يؤدي إلى رجوع اللعاب إلى الغدة وهذا بدوره يسبب الانتفاخ والألم، وتظهر هذه المشكلة للمريض عند الشعور بالجوع أو شم الطعام أو رؤيته وكذلك عند تناوله وذلك لأن هذه الحالات تقوم بتحفيز الغدد اللعابية لإفراز اللعاب.

ولكن هذه الأعراض (الانتفاخ والألم) تتلاشى تدريجياً وتنتهي بعد 1-2 ساعة من وقت تناول الطعام أو بعد تناول السوائل الحمضية، حيث يحدث تسريب بطيء للعاب «وهذه علامة مميزة عند تشخيص وجود حصوة في قناة الغدة اللعابية».
ومن المهم ذكر أن أغلب الحصوات لا تقوم بسد القناة بشكل كامل وإنما بشكل جزئي.

### الأعراض المرافقة لوجود الحصوة في الغدة نفسها
1.الانتفاخ الذي يمكن أن يكون ثابت الحجم أو متغير الحجم من وقت لآخر.
2.الآم بسيطة من حين لآخر في الغدة المصابة.
3.تكون الحصوة بسبب الالتهاب أو العدوى يسبب الألم والاحمرار وخروج القيح.

## التشخيص
عادةً ما يكون التشخيص لهذا المرض بسيط وواضح، أحيانا بإمكان الطبيب أن يرى أو يلمس الحصوة من خلال فتحة القناة أسفل اللسان.

وكذلك الأشعة التشخيصية أو الأشعة سينية الخاصة بالغدد اللعابية (حقن مادة مشعة تبين مكان وحجم الحصوة التي يتراوح قطرها ما بين 2 سم إلى 10سم) تساعد كثيراً في التشخيص للتفريق بين الحصوة أو أي سبب آخر للورم الذي من الممكن ان يتكون في هذه المنطقة.

## العلاج
بعض الحصوات تكون صغيرة حيث تخرج من تلقاء نفسها من القناة اللعابية دون الحاجة للتدخل من قبل الطبيب، ولكن إن لم يحصل ذلك يتوجب إزالتها من قبل الطبيب.
وطريقة الإزالة تتحدد حسب حجم الحصوة:
- فإن كانت صغيرة يمكن للطبيب أن يزيلها من خلال قناة الغدة اسفل اللسان بواسطة أداة خاصة.
- ويمكن إزالتها باستخدام منظار خاص Therapeutic sialendoscopy يحتوي على ملقط في مقدمته لإزالة الحصوة في حال رؤيتها بواسطة المنظار.
- وكذلك بعملية جراحية أو باستخدام الموجات فوق الصوتية.
- في حال كون الحصوة كبيرة أو ظهور أكثر من حصوة فيلجأ الطبيب إلى إزالة الغدة بأكملها والتي لا تسبب مشاكل عادةً بسبب وجود غدد لعابية أخرى.

بعض خيارات العلاج المتاحة حالياً:
غير الغازية
- للحصى الصغيرة، إضافة الماء، علاج الحرارة الرطب، الأدوية المضادة للالتهاب الستيرويدية، وجعل المريض يتناول أي طعام أو شراب مرّ و/أو حامض، مصّ الحمضيات كالليمون والبرتقال مما يزيد من انسياب اللعاب وقد يؤدي لانفجار عشوائي للحصى.
- يمكن تدليك الحصى من قبل مختصّ حتى تخرج.
- العلاج باستخدام موجات الصدمات.[12]

غازية قليلاً
(Sialoendoscopy)
جراحياً
- يقوم جراح أنف وأذن وحنجرة أو جراح الفم والفك علوي والوجه بإدخال قنينة إلى القناة وذلك لإزالة الحصى.
- قد يصنع الجراح شقًّا صغيراً بجانب الحصى لإزالتها.
- إذا تكرر تكون الحصى في الغدة اللعابية تتم إزالتها.

العلاج الداعم
- لمنع الاتهاب أثناء وجود الحصى في القناة، تستعمل المضادات الحيوية.

## علم الأوبئة
انتشار الحصى اللعابية بين الناس يعادل 1.2% حسب دراسات بعد الوفاة، لكن انتشار التحصي اللعابي المصحوب بأعراض هو 0.45%.
التحصي اللعابي يحتل نسبة 50% من أمراض الغدد اللعابية الرئيسية، و66% من الأمراض الانسدادية في الغدد اللعابية. الحصى اللعابية منتشرة عند الرجال أكثر بمرتين من النساء، وهي أكثر شيوعاً عند الذين تتراوح أعمارهم بين 30-60 عامًا، وهي غير شائعة عند الأطفال.